# Харт, Джоэл Таннер

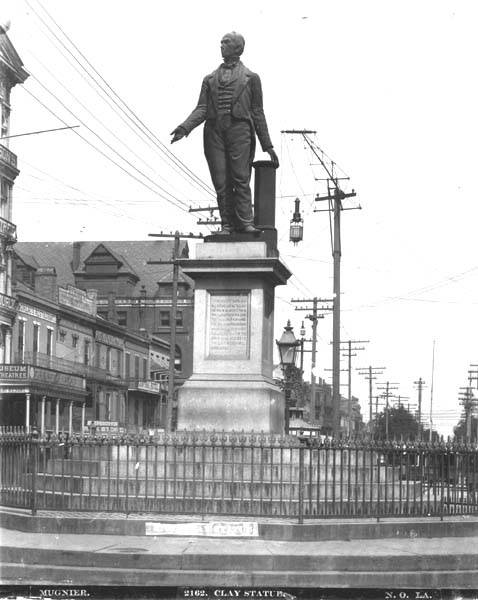
Памятник сенатору, Государственному секретарю США Генри Клею в Новом Орлеане

Джоэл Таннер Харт (англ. Joel Tanner Hart, 10 февраля 1810, Кларк, Кентукки — 2 марта 1877, Флоренция, Италия) — американский скульптор, поэт, художник-акварелист. Видный скульптор довоенного периода Северной Америки.

## Биография
Родился близ г. Уинчестер в штате Кентукки. В молодости работал каменотёсом, развивая свои навыки скульптора. Обучался в Трансильванском университете в Лексингтоне.
В 1840-х годах присоединился к художественно-литературному обществу во Флоренции, Италия, членами которого были Элизабет и Роберт Браунинги, Фрэнсис Пауэр Кобб и Теодор Паркер. Во Флоренции прожил остаток своей жизни.
Похоронен на Английском кладбище во Флоренции. В соответствии с завещанием его останки были позже эксгумированы и перевезены на родину в штат Кентукки, где захоронены на городском кладбище во Франкфорте.

## Творчество

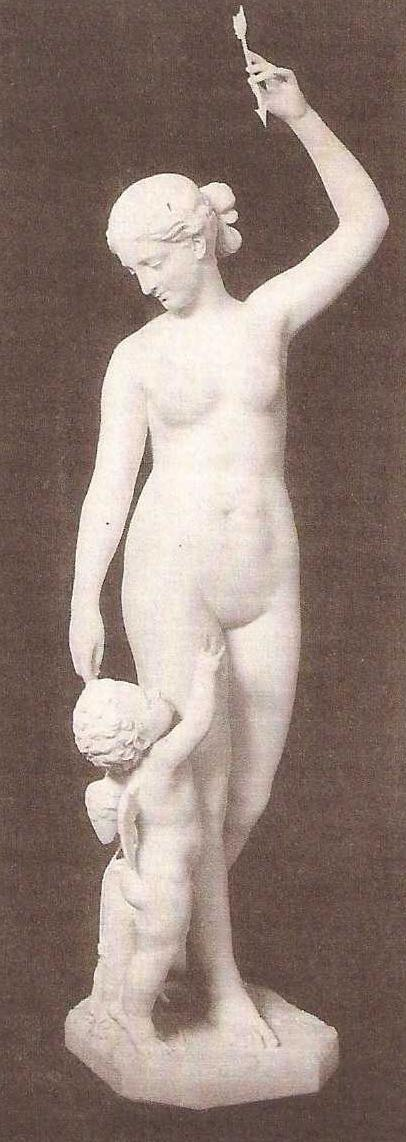
«Женщина-триумфатор»

Наиболее известные работы Харта — памятники президенту США Эндрю Джексону и сенатору, Государственному секретарю США Генри Клею, бюст политика и аболициониста Кассиуса Марселлуса Клея.
Автор статуи под названием Il Penseroso (1853) и «Женщина-триумфатор», которые были установлены у здания суда округа Файетт в штате Кентукки, уничтоженные пожаром в 1897 году.